# Neoporteria pracellans
Espèce
 Neoporteria pracellans est une espèce d'araignées aranéomorphes de la famille des Macrobunidae.

## Distribution
Cette espèce est endémique de la région des Lacs au Chili,. Elle se rencontre vers Llanquihue.

## Description
La femelle holotype mesure 5,0 mm.

## Systématique et taxinomie
Cette espèce a été décrite par Mello-Leitão en 1943.

## Publication originale
- Mello-Leitão, 1943 : « Aracnidos de Maullin. » Revista Chilena de Historia Natural, vol. 45, p. 136-143.